# Cuero (Texas)
Cuero è una città della contea di DeWitt, di cui ne è anche il capoluogo, nello Stato del Texas, negli Stati Uniti. Secondo il censimento del 2020, possedeva una popolazione di 8 128 abitanti.

## Geografia fisica
Secondo l'Ufficio del censimento degli Stati Uniti, ha una superficie totale di 4,96 mi² (12,85 km²).

## Storia
Il primo ufficio postale nella contea di DeWitt, chiamato anch'esso Cuero (in seguito Old Cuero), è stato aperto nel maggio del 1846 all'interno del negozio di Daniel Boone Friar, quattro miglia a nord dove oggi sorge la città. Il nome deriva dal Cuero Creek, chiamato Arroyo del Cuero dagli spagnoli, in riferimento alla pratica degli indiani di uccidere il bestiame che rimaneva bloccato nel fango del letto del torrente. Quando la linea ferroviaria della Gulf, Western Texas and Pacific Railway fu estesa da Indianola a San Antonio, il sito di Cuero venne scelto per la creazione di una fermata. Anche se la costruzione dei binari è stata completata nel gennaio del 1873, le prime abitazioni e attività commerciali erano già state costruite nel novembre del 1872. La città è stata riconosciuta il 23 aprile 1875 e nel 1876 divenne il capoluogo della contea in sostituzione dell'ex capoluogo di Clinton.

## Società

### Evoluzione demografica
Secondo il censimento del 2020, la popolazione era di 8 128 abitanti. Al precedente censimento, quello del 2010, la popolazione era di 6 841 abitanti.

### Etnie e minoranze straniere
Secondo il censimento del 2020, la composizione etnica della città era formata dal 37,68% di bianchi, il 14,75% di afroamericani, lo 0,18% di nativi americani, lo 0,48% di asiatici, lo 0,02% di oceaniani, lo 0,25% di altre etnie e l'1,85% di due o più etnie. Ispanici o latinos di qualunque etnia erano il 44,78% della popolazione.

## Cultura
L'istruzione nella città di Cuero è fornita dal Cuero Independent School District.